# Alcis periphracta
Alcis periphracta är en fjärilsart som beskrevs av Louis Beethoven Prout 1926. Alcis periphracta ingår i släktet Alcis och familjen mätare. Inga underarter finns listade i Catalogue of Life.